# Slot-mašina
Slot-mašina je američki naziv za vrstu igre u kazinu. U Britaniji se naziva fruit machine (sličan nadimak, voćke, se javlja i na Balkanu), a u Australiji poker mašina (poker machine). Tradicionalne slot-mašine rade na novčić, a imaju tri ili više prozorčeta sa slikama koje se vrte kada se povuče ručica sa strane (iz tog razloga se ova mašina žargonski naziva i jednoruki Džek ili jednoruki bandit). Prava kombinacija slika koja se dobije omogućava igraču da dobije nagradu. Današnje verzije su modernizovane uz pomoć računarske tehnologije i veoma su popularne; oko 70 posto dobiti kazina ostvaruju uz pomoć ovih mašina.
Automati za igre na sreću uključuju jedan ili više detektora valuta koji potvrđuju oblik plaćanja, bilo da se radi o novčanici, gotovini, vaučeru ili žetonu. Mašina isplaćuje prema obrascu simbola koji se prikazuje kada se koluti prestanu „okretati”. Automati su najpopularniji način kockanja u kockarnicama i čine oko 70% prosečnog prihoda kasina u SAD-u.

## Etimologija
Izraz „slot mašina” potiče od slotova na mašini za umetanje i preuzimanje novčića. „Voćna mašina“ potiče od tradicionalnih slika voća na kolutima za predenje, poput limuna i trešanja.

## Istorija
Preteču savremene video slot-mašine razvili su Sitmen i Pit iz Bruklina, (država i grad Njujork) 1891. godine. Bio je to aparat za kockanje sa 5 bubnjeva koji su ukupno imali 50 slika karata i bio je baziran na pokeru. Ovaj poker aparat se pokazao kao izuzetno popularan i uskoro su mnogi barovi u gradu imali jedan ili više mehaničkih poker aparata. Igrači bi stavili novčić i povukli ručicu, koja bi pokrenula bubnjeve i karte koje su bile na bubnjevima, a igrač bi se nadao dobrom rasporedu karata na poker aparatu. Nije postojao direktan mehanizam isplate, tako da bi par kraljeva igraču doneo besplatno pivo, dok bi flešom mogao platiti cigare ili piće. Stoga su nagrade u potpunosti zavisile od toga šta je nudio lokalni establišment. Kako bi verovatnoća bila na strani kuće, po dve karte bi se vadile iz „špila“: desetka karo i žandar herc. Bubnjevi poker aparata bi takođe mogli biti preraspoređeni tako kako bi se nadalje smanjila verovatnoća pobede.
U početku zagovornici morala, a potom i vlasti su se protivile upotrebi slot-mašina. Naime, tokom dvadesetih godina 20. veka, slot-mašine su bile popularne duž cele Amerike, posebno u turističkim mestima i nastavile su da budu popularne za vreme velikog finansijskog kraha tridesetih godina. Međutim, uverenje da organizovani kriminal kontroliše distribuciju slot-mašina dovodi do zakonske restrikcije njihove prodaje i transporta, kao i restrikcije na njihovo korišćenje. Van Nevade, koja je dugo imala legalizovano kockanje, prohibicija je bila sveobuhvatna do 1951, iako je ilegalno kockanje u privatnim klubovima bilo široko rasprostranjeno. 
Pošto su kasnije zbog ogromnih prihoda ostale države dozvoljavale kockanje, slot-mašine su ušle u široku upotrebu u svetu, posebno po kasinima. Američki proizvođači su imali dominaciju na tržištu. Kasnih sedamdesetih u upotrebu ulaze elektronske video slot-mašine pokretane pritiskom dugmeta i sa vizuelnim displejima, posebno za poker ili ajnc. Žargonski naziv jednoruki bandit ili jednoruki Džek rodio se zbog jedne ručice za povlačenje na slot-mašini i mogućnosti da operator podesi količinu isplate, smanjujući je u vreme velikog obima igre i povećavajući je za vreme loših vremena. Neke igračke komisije su pokušale da izdejstvuju minimum isplate. U kasnom 20. veku rekordni džekpot za petobubanjsku slot-mašinu je iznosio milion dolara (1.000.000 $).
Zbog ogromnog broja mogućih dobitaka u originalnoj igri zasnovanoj na pokeru, pokazalo se praktično nemogućim napraviti mašinu sposobnom da dodeli automatsku isplatu za sve moguće dobitne kombinacije. Tokom perioda između 1887. i 1895. godine, Čarls Fej iz San Franciska u Kaliforniji osmislio je mnogo jednostavniji automatski mehanizam sa tri rotirajuća valjka koji sadrže ukupno pet simbola: potkovice, dijamante, pikove, srca i zvono slobode; zvono je mašini dalo ime. Zamenom deset karata sa pet simbola i korišćenjem tri koluta umesto pet bubnjeva, složenost čitanja dobitka je značajno smanjena, što je omogućilo Feju da osmisli efikasan mehanizam automatskog isplaćivanja. Tri zvona u redu donela su najveću isplatu, deset nikla (50 ¢). Liberti Bel je imao veliki uspeh i stvorio je uspešnu industriju mehaničkih uređaja za igre. Nakon nekoliko godina, ovi uređaji su bili zabranjeni u Kaliforniji, ali Fej još uvek nije mogao da opsluži potražnju za njima sa drugih mesta. Mašina Liberti Bel bila je toliko popularna da su je kopirali mnogi proizvođači slot mašina. Prvi od njih, takođe nazvan „Liberti Bel”, proizveo je proizvođač Herbert Mils 1907. Do 1908. godine mnoge „bel” mašine bile su instalirane u većini prodavnica cigara, salona, kuglana, javnih kuća i brijačnica. Rane mašine, uključujući Liberti Bel 1899, sada su deo Fejove zbirke Državnog muzeja Nevade.
Prve mašine Liberti Bel koje je proizveo Mils koristile su iste simbole na kolutima kao i original Čarlsa Feja. Ubrzo nakon toga proizvedena je druga verzija sa patriotskim simbolima, poput zastava i venaca, na točkovima. Kasnije je proizvedena slična mašina pod nazivom Operatorova zvona koja je uključivala mogućnost dodavanja nastavka za prodaju žvakaćih guma. Pošto je žvakaća guma bila sa ukusom voća, na kolutove su postavljeni voćni simboli: limunovi, trešnje, pomorandže i šljive. Zvono je zadržano, a prisutna je i slika štapića voćne žvake. Ovaj skup simbola pokazao se veoma popularnim i koristile su ga druge kompanije koje su počele da prave sopstvene slot mašine: , Watling,  i Pace.
Uobičajeno korišćena tehnika za izbegavanje zakona o kockanju u brojnim državama bila je dodela nagrada u vidu hrane. Iz tog razloga, sudovi su na jedan broj prodajnih automata i drugih mašina ovog tipa gledali s nepoverenjem. Dva slučaja u Ajovi, Država v. Elis i Država v. Strigls, koriste se u predmetima krivičnog prava za ilustraciju koncepta oslanjanja na autoritet u kontekstu aksiomatskog ignorantia juris non excusat („nepoznavanje zakon nije izgovor"). U tim slučajevima, automat za bombone s mentom je proglašen uređajem za kockanje, jer bi automat koristeći randomni mehanizam povremeno korisniku davao izvestan broj žetona koji se mogu zameniti za više slatkiša. Uprkos isticanju rezultata tokom sledeće upotrebe mašine, sudovi su doneli odluku da „mašina udovoljava sklonosti igrača da se kockaju, a to je porok“.
Godine 1963, preduzeće Bali je razvilo prvu potpuno elektromehaničku slot mašinu pod nazivom Mani Hani (iako su ranije mašine, poput Balijeve Haj Hend, poker mašine na izvlačenje, sadržale osnove elektromehaničke konstrukcije već 1940. godine). Elektromehanički rad ovog uređaja učinio je Mani Hanijev proizvod prvim koji ima sposobnost automatske isplate do 500 novčića bez pomoći pratioca. Popularnost ove mašine dovela je do sve veće dominacije elektronskih igara, pri čemu je bočna poluga uskoro postala vestigijalna.
Prva američka video slot mašina koja je ponudila bonusni krug „drugog ekrana“ bila je Reel ’Em In, koju je razvilo preduzeće WMS Industries 1996. Ova vrsta mašine pojavila se u Australiji oko 1994. sa igrom Three Bags Full. Sa ovom vrstom mašine, prikaz se menja kako bi pružio drugačiju igru u kojoj se može dodeliti dodatna isplata.

## Problemi sa kockanjem i automati za igre na sreću
Nataša Dav Šul, vanredna profesorka na katedri za medije, kulturu i komunikacije Univerziteta u Njujorku, koristi izraz „mašina zona” da opiše stanje uronjenosti koje korisnici slot mašina doživljavaju pri kockanju, gde gube osećaj za vreme, prostor, telesnu svest i monetarnu vrednost.
Dr Majk Dikson, profesor psihologije na Univerzitetu Vaterlo, proučava odnos između slot igrača i mašina. U jednoj od Diksonovih studija, uočeno je da su igrači doživljavali pojačano uzbuđenje zbog senzornog stimulusa koji dolazi iz mašina. Oni su „nastojali da pokažu da bi ti 'gubici prikriveni kao pobede' bili podjednako uzbudljivi kao i pobede, i uzbudljiviji od redovnih gubitaka.”
Psiholozi Robert Brin i Mark Zimerman otkrili su da igrači video slot mašina dostižu iscrpljujući nivo uključenosti u kockanje tri puta brže od onih koji igraju tradicionalne kockarske igre, čak i ako su se bavili drugim oblicima kockanja bez problema.
Istraživanje usredsređeno na praćenja očiju u lokalnim kockarnicama u Velikoj Britaniji pokazalo je da su u slot igrama koluti dominirali vizuelnom pažnjom igrača, te da su kockari sa problemima češće gledali na osvojene poruke nego oni bez problema sa kockanjem.
Jedan izveštaj za 60 minuta iz 2011. sa naslovom „Slot mašnie: Veliko kockanje“ fokusiran je na vezu između automata i zavisnost od kockanja.

## Literatura
- Brisman, Andrew (1999). The American Mensa Guide to Casino Gambling: Winning Ways. Stirling. ISBN 0-8069-4837-X.
- Grochowski, John (2005). The Slot Machine Answer Book: How They Work, How They've Changed, and How to Overcome the House Advantage. Bonus Books. ISBN 1-56625-235-0.
- Legato, Frank (2004). How to Win Millions Playing Slot Machines! ...Or Lose Trying. Bonus Books. ISBN 1-56625-216-4.